# بزورا (ماداگاسکار)
بزورا (به لاتین: Bezora) یک منطقهٔ مسکونی در ماداگاسکار است که در فیانارانسوا واقع شده‌است. بزورا ۱۰۹ متر بالاتر از سطح دریا واقع شده‌است.